# Monti Cook
I monti Cook sono un gruppo montuoso dell'Antartide. Situato in particolare nella Terra di Oates, e in particolare in corrispondenza della costa di Hillary, davanti alla barriera di Ross, il gruppo, che fa parte della più vasta catena dei monti Transantartici, si estende in direzione nord-sud per circa 85 km e in direzione est-ovest per circa 60. Il gruppo, la cui vetta più elevata risulta essere quella del monte Longhurst, che arriva a 2846 m s.l.m., è delimitato a nord dal flusso del ghiacciaio Mulock, che lo separa dalla dorsale Worcester, a ovest dall'Altopiano Antartico, a sud dal flusso del ghiacciaio Darwin, che lo separa dai monti Churchill, e a est dalla barriera di Ross.

All'interno del gruppo montuoso sono presenti diverse dorsali e sottocatene, tra cui spicca la dorsale Conway, tra le quali scorrono grandi ghiacciai, tra cui i più grandi sono il Carlyon e il Bertoglio.

## Storia
Molte delle vette più alte dei monti Cook sono state avvistate dalla barriera di Ross durante la spedizione Discovery, condotta negli anni 1901-04 dal capitano Robert Falcon Scott. Dopo una parziale mappatura effettuata durante la spedizione Fuchs-Hillary, condotta nel 1955-1958, l'intera formazione fu mappata da membri dello United States Geological Survey (USGS) grazie a fotografie aeree scattate dalla marina militare statunitense (USN) nel periodo 1960-62, e così battezzata dal Comitato neozelandese per i toponimi antartici in onore del capitano James Cook, famoso esploratore, navigatore e cartografo britannico.